# Jessie (film, 1998)
Pour les articles homonymes, voir Jessie.
Pour plus de détails, voir Fiche technique et Distribution.
Jessie (Shattered Image) est un film américain réalisé par Raoul Ruiz, sorti en 1998.

## Synopsis
Jessie, une tueuse à gages, rêve qu'elle est a été victime d'un viol pendant sa lune de miel.

## Fiche technique
- Titre : Jessie
- Titre original : Shattered Image
- Réalisation : Raoul Ruiz
- Scénario : Duane Poole
- Musique : Jorge Arriagada
- Photographie : Robby Müller
- Montage : Michael J. Duthie
- Production : Susan Hoffman, Barbet Schroeder et Lloyd A. Silverman
- Société de production : Fireworks Entertainment, Schroeder Hoffman Productions, Seven Arts Pictures et The Artists' Colony
- Pays de production :  États-Unis,  Canada et  Royaume-Uni
- Genre : Drame, fantastique, thriller
- Durée : 102 minutes
- Dates de sortie : 
  - États-Unis : 4 décembre 1998
  - France : 10 mars 1999

## Distribution
- William Baldwin : Brian
- Anne Parillaud : Jessie Markham
- Lisanne Falk (en) : Paula / Laura
- Graham Greene : le détective
- Bulle Ogier : Mme. Ford
- Billy Wilmott : Lamond
- O'Neil Peart : Simon
- Leonie Forbes : Isabel

## Distinctions
Le film a été nommé à l'ALMA Award du meilleur réalisateur latino.